# بورگبروهل
بورگبروهل (به آلمانی: Burgbrohl) یک شهر در آلمان است که در اهرویلر واقع شده‌است. بورگبروهل ۳٬۲۳۰ نفر جمعیت دارد.